# Heinz Draheim
Heinz Draheim (* 5. November 1915 in Schönfeld, Kreis Dramburg; † 25. April 2012) war ein deutscher Professor für Geodäsie und langjähriger Rektor der Universität Karlsruhe.

## Leben
Nach dem Abitur in Berlin studierte Draheim Geodäsie an der Technischen Hochschule Berlin. Von 1939 bis 1943 nahm er am Zweiten Weltkrieg teil, bis er in Kriegsgefangenschaft geriet. Nach seiner Entlassung 1947 begann er als wissenschaftlicher Mitarbeiter an der Technischen Universität Berlin zu arbeiten. Dort promovierte er 1952 zum Dr.-Ing. und habilitierte 1958 über „Aposphären als geodätische Rechenflächen“.
1959 wurde Draheim an die TH Karlsruhe auf eine außerordentliche Professur für Geodäsie am Geodätischen Institut berufen, dessen Direktor er 1960 wurde. Von 1965 bis 1966 war er Dekan der Fakultät für Bauingenieur- und Vermessungswesen. Als Rektor der Fridericiana war Draheim insgesamt 15 Jahre, von 1968 bis 1983, im Amt. Seinen Lehrstuhl Geodäsie II hatte Hermann Mälzer zwischen 1970 und 1979 vertretungsweise übernommen.
Neben Forschung und Lehre war Draheim von 1970 bis 1972 Präsident des Dachverbands für Vermessungsingenieure FIG, zu dessen Ehrenpräsidenten er 1974 ernannt wurde.
Ab 1962 war er Hauptschriftleiter der Fachzeitschrift Allgemeine Vermessungs-Nachrichten. Daneben war er Herausgeber der „Sammlung Wichmann“, einer Buch- und Schriftenreihe geodätischer Lehrbücher.
Der Musikpädagoge Joachim Draheim ist sein Sohn.

## Ehrungen
- Ehrenmedaille der Stadt Karlsruhe (1982)
- Verdienstorden der Bundesrepublik Deutschland 1. Klasse (1981)
- Verdienstorden des Landes Baden-Württemberg (1984)
- Kommandeur im Orden Palmes Académiques
- Ehrenkurator der Hochschule Karlsruhe – Technik und Wirtschaft
- Ehrendoktorat der Technischen Universität Budapest
- Ehrenmitglied des Vereins „Gesellschaft zur Pflege wissenschaftlicher Kontakte im Hause Heinrich Hertz“ e.V.
- Ehrenmitglied des Deutschen Vereins für Vermessungswesen
- Ehrenpräsident der Fédération Internationale des Géomètres (FIG)
- Ehrenmitglied der Royal Institution of Chartered Surveyors